# Zeeland (Gelderland)
Zeeland, ook wel Het Zeeland, is een buurtschap in de Nederlandse provincie Gelderland, in de voormalige gemeente Millingen aan de Rijn, thans gemeente Berg en Dal. Zeeland ligt tussen Leuth en Millingen aan de Rijn, direct aan de grens met Duitsland.
De naam stamt af van de middeleeuwse heerlijkheid Zeeland en het Kasteel Zeeland. De buurtschap bestond uit enkele boerderijen en huizen rondom het slot. Tegenwoordig wordt onder Zeeland het gehele buitengebied in de gemeente ten zuiden van het dorp Millingen verstaan. De buurtschap bestaat uit enkele verspreide boerderijen op pollen en enkele huizen langs de Zeelandsestraat.
Tot en met 31 december 2014 was Zeeland onderdeel van de gemeente Millingen aan de Rijn. Op 1 januari 2015 ging deze gemeente op in de fusiegemeente Groesbeek die een jaar later van naam veranderde in Berg en Dal.

Het zuidelijke buitengebied van de voormalige gemeente Millingen aan de Rijn

Dorpen: Beek · Berg en Dal · Breedeweg · Erlecom · Groesbeek · Heilig Landstichting · De Horst · Kekerdom · Leuth · Millingen aan de Rijn · Ooij · Persingen · Ubbergen

Buurtschappen: Bisselt (deels) · De Bruuk · Colonjes · Dennenkamp · Dekkerswald · Dukenburg · Grafwegen · Groenlanden · Haukes · Holdeurn · De Kamp · Kerstendal · Lagewald · Meerwijk · De Muchter · Nieuwerf · De Plak · De Ploeg · Stekkenberg · Thorense Molen · Tiengeboden · Valkenlaagte · Het Vilje · De Vlietberg · Wercheren · Zeeland